# La dueña
 (срп. Господарица) мексичка је теленовела, продукцијске куће Телевиса, снимана 1995.

## Синопсис
Чини се да ју је живот од почетка мазио, aли Рехини Виљареал се живот руши када је вереник Маурисио напусти пред олтар. Због чега она постаје огрчена, жена без икаквих емоција. Сели се на ранч својих родитеља, где се потпуно затвара у себе. Када надзорник њеног имања Макарио, учини неколико грозота у њено име, постаје омражена у селу, и добија надимак Господарица. Али све се то промени када се појави шармантни Хосе Марија, који ће ипак освојити срце ове наизглед окрутне и зле жене.

## Улоге
| Глумац              | Улога                      |
| ------------------- | -------------------------- |
| Анхелика Ривера     | Рехина Виљареал            |
| Франсиско Гаторно   | Хосе Марија Кортес         |
| Синтија Клитбо      | Лаура Виљареал             |
| Норма Ерера         | Бернисе Виљареал де Кастро |
| Едуардо Сантамарина | Маурисио Падиља            |
| Салвадор Санчез     | Макарио Роблес             |
| Росита Кинтана      | Ема де Кортес              |
| Хосефина Ећанове    | Мартина                    |
| Раул Рамирез        | Севериано Кортез           |
| Aјлин Мухика        | Фабиола Ернандез           |
| Пати Дијаз          | Бланкита Лопез             |
| Хорхе дел Окампо    | дон Анселмо Моралес        |
| Мигел Пизаро        | Октавио Акоста             |
| Марко Уриел         | Исмаел Андраде             |
| Еухениа Авендањо    | Силвија Тамахо             |
| Марио Салиас        | Мануел Ернандез            |
| Маријана Кар        | Хулијета Рентериа          |
| Гилберто Роман      | Леонардо Рентериа          |
| Лусија Гулиман      | Консуело Лопез             |
| Орасио Вера         | Фортунато                  |
| Херардо Гаљардо     | Омар                       |
| Мајкол Сегура       | Чуј                        |
| Виридијана Сегура   | Лолита                     |
| Анхелес Балванера   | Панчита                    |
| Клаудио Кањедо      | Соња Фуентес               |
| Вики Родел          | Аида                       |